# Mark Pocan
Mark William Pocan, född 14 augusti 1964 i Kenosha i Wisconsin, är en amerikansk politiker (demokrat). Han är ledamot av USA:s representanthus sedan 2013.
Tammy Baldwin blev 2012 invald i USA:s senat. Pocan vann Baldwins mandat i representanthuset i samband med kongressvalet 2012.